# هرماینی نوریس
هرماینی نوریس (انگلیسی: Hermione Norris؛ زادهٔ ۱۲ فوریهٔ ۱۹۶۷) یک هنرپیشه اهل انگلستان است. وی از سال ۱۹۹۰ میلادی تاکنون مشغول فعالیت بوده‌است.

## بخشی از فیلمشناسی
از فیلم‌ها یا برنامه‌های تلویزیونی که وی در آن نقش داشته‌است می‌توان به آثار زیر اشاره کرد.
- پوآرو (مجموعه تلویزیونی) (۱۹۹۳)
- شن‌های روان (۲۰۰۳)
- مأموران مخفی (مجموعه تلویزیونی) (۲۰۰۶–۲۰۰۹)
- دربه‌درها (مجموعه تلویزیونی) (۲۰۱۱)
- مارپل آگاتا کریستی (۲۰۱۳)
- دکتر هو (۲۰۱۴)
- رؤیای شب نیمه تابستان (۱۹۸۹)